# فاغرة معروفة
فاغرة معروفة (الاسم العلمي: Zanthoxylum fagara) (بالإنجليزية: Wild Lime)‏ هي نوع من النباتات يتبع جنس الفاغرة من الفصيلة السذابية.